# Belcourt
Belcourt és una concentració de població designada pel cens dels Estats Units a l'estat de Dakota del Nord. Segons el cens del 2000 tenia 2.440 habitants.

## Demografia
Segons el cens del 2000, Belcourt tenia 2.440 habitants, 806 habitatges, i 561 famílies. La densitat de població era de 161 hab./km².
Dels 806 habitatges en un 46,4% hi vivien nens de menys de 18 anys, en un 27,5% hi vivien parelles casades, en un 33,5% dones solteres, i en un 30,3% no eren unitats familiars. En el 24,9% dels habitatges hi vivien persones soles el 8,6% de les quals corresponia a persones de 65 anys o més que vivien soles. El nombre mitjà de persones vivint en cada habitatge era de 2,96 i el nombre mitjà de persones que vivien en cada família era de 3,54.
Per edats la població es repartia de la següent manera: un 38,6% tenia menys de 18 anys, un 12,5% entre 18 i 24, un 26,1% entre 25 i 44, un 16,5% de 45 a 60 i un 6,2% 65 anys o més.
L'edat mediana era de 24 anys. Per cada 100 dones de 18 o més anys hi havia 88,2 homes.
La renda mediana per habitatge era de 12.880 $ i la renda mediana per família de 15.000 $. Els homes tenien una renda mediana de 23.047 $ mentre que les dones 17.292 $. La renda per capita de la població era de 8.432 $. Entorn del 49,6% de les famílies i el 53,9% de la població estaven per davall del llindar de pobresa.

## Poblacions més properes
El següent diagrama mostra les poblacions més properes.